# Вернаска
Вернаска (італ. Vernasca) — муніципалітет в Італії, у регіоні Емілія-Романья,  провінція П'яченца.
Вернаска розташована на відстані близько 390 км на північний захід від Рима, 125 км на захід від Болоньї, 30 км на південь від П'яченци.
Населення — 2187 осіб (2014).
Покровитель — San Colombano.

## Демографія
Населення за роками:

Станом на 1 січня 2023 року в муніципалітеті офіційно проживало 107 іноземців з 28 країн, серед них 30 громадян країн Євросоюзу та 6 громадян України.

## Сусідні муніципалітети
- Альсено
- Боре
- Кастелл'Аркуато
- Луганьяно-Валь-д'Арда
- Морфассо
- Пеллегрино-Парменсе
- Сальсомаджоре-Терме